# Schronisko między Okapami
Schronisko między Okapami, Schronisko w wąwozie przy przysiółku Skały I – schronisko w prawych zboczach doliny Zimny Dół na terenie wsi Czułów, w gminie Liszki w województwie małopolskim w obrębie rezerwatu przyrody Zimny Dół. Pod względem geograficznym jest to obszar Garbu Tenczyńskiego w obrębie Wyżyny Krakowsko-Częstochowskiej.

## Opis schroniska
Znajduje się w grupie skał Labirynt, tuż obok ścieżki dydaktycznej prowadzącej przez skalny labirynt Zimnego Dołu. Pod tzw. Uliczką znajduje się skała Długi Okap. Skała ta tworzy wybitny okap o długości 14 m. Pod nim znajduje się olbrzymi blok skalny ułożony w ten sposób, że pomiędzy nim a skałą powstał korytarz o szerokości około 1 m. Jest genetycznie związany z Okapem za Zerwą Pierwszym i Okapem za Zerwą Drugim.
Korytarz powstał w wapieniach z okresu jury późnej. W całości jest jasny. Brak nacieków. Namulisko jest cienkie, składające się z wapiennego gruzu zmieszanego z humusem.

## Historia poznania i dokumentacji
Schronisko znane jest od dawna. Zinwentaryzował je Kazimierz Kowalski w 1951 r. Dokumentację schroniska sporządzili A. Górny i M. Szelerewicz w listopadzie 1999 r., plan opracował M. Pruc.
Schronisko jest często odwiedzane. Uprawiający bouldering przechowują w nim czasami materace używane przy wspinaczce.

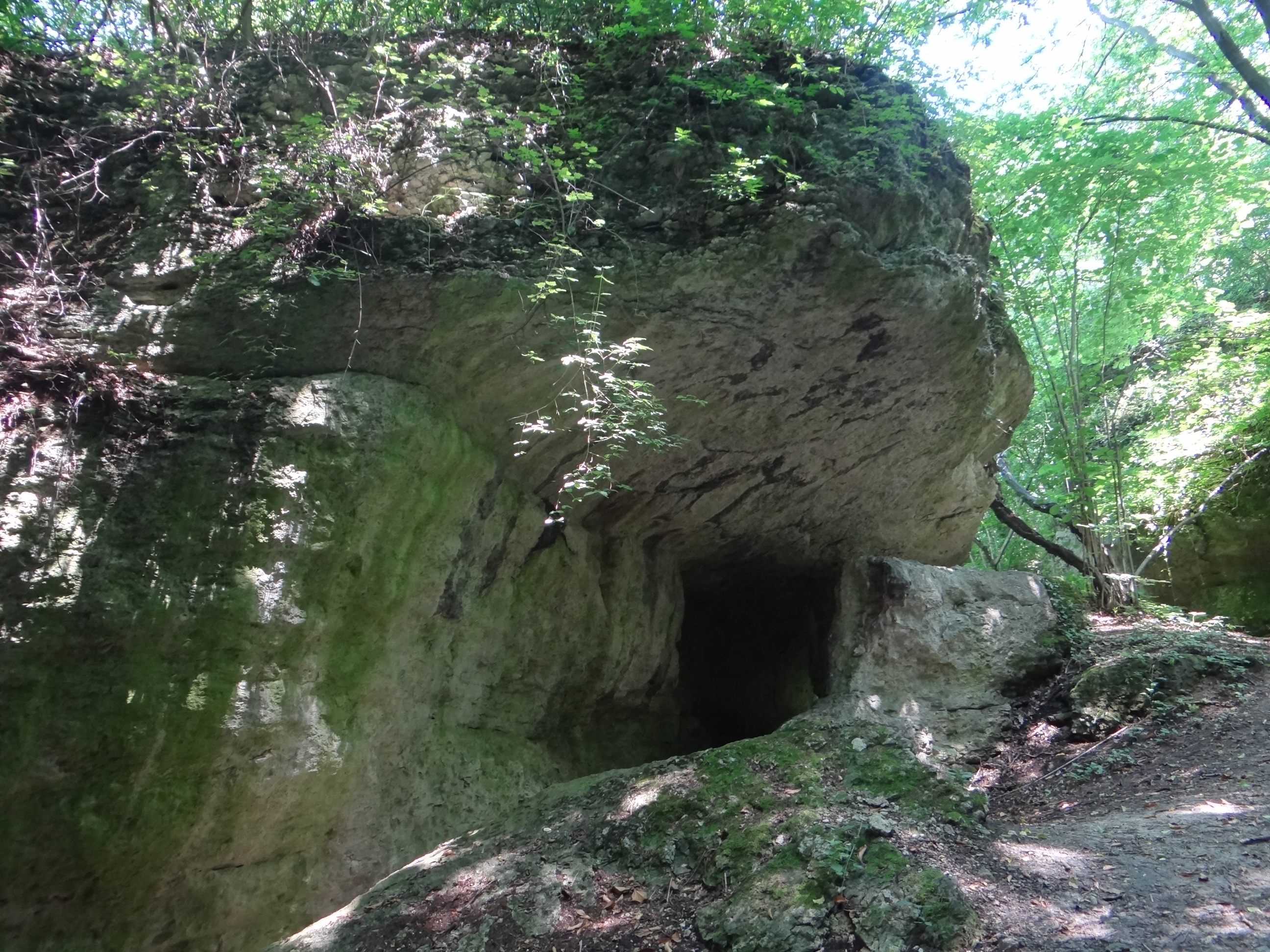
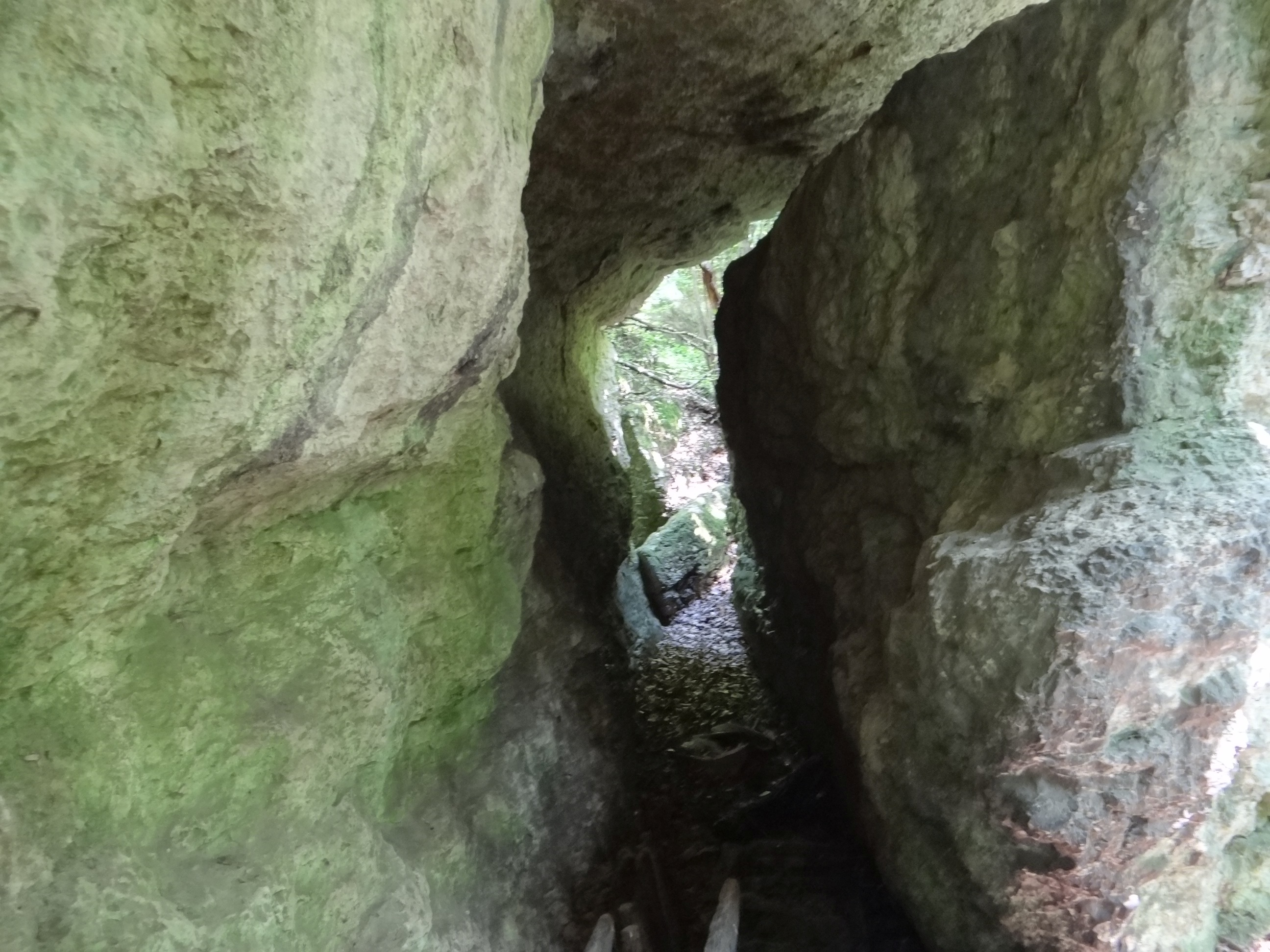
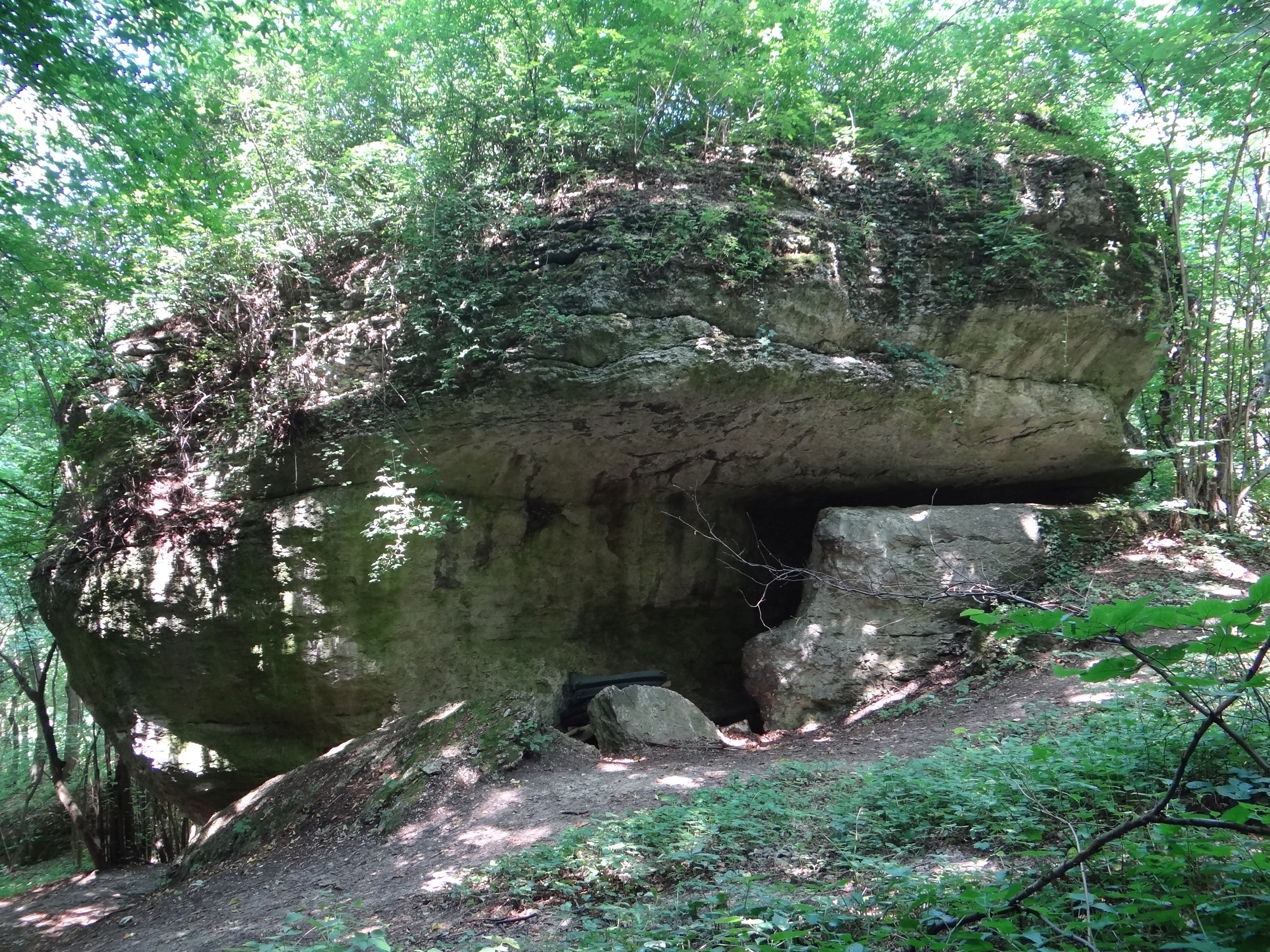
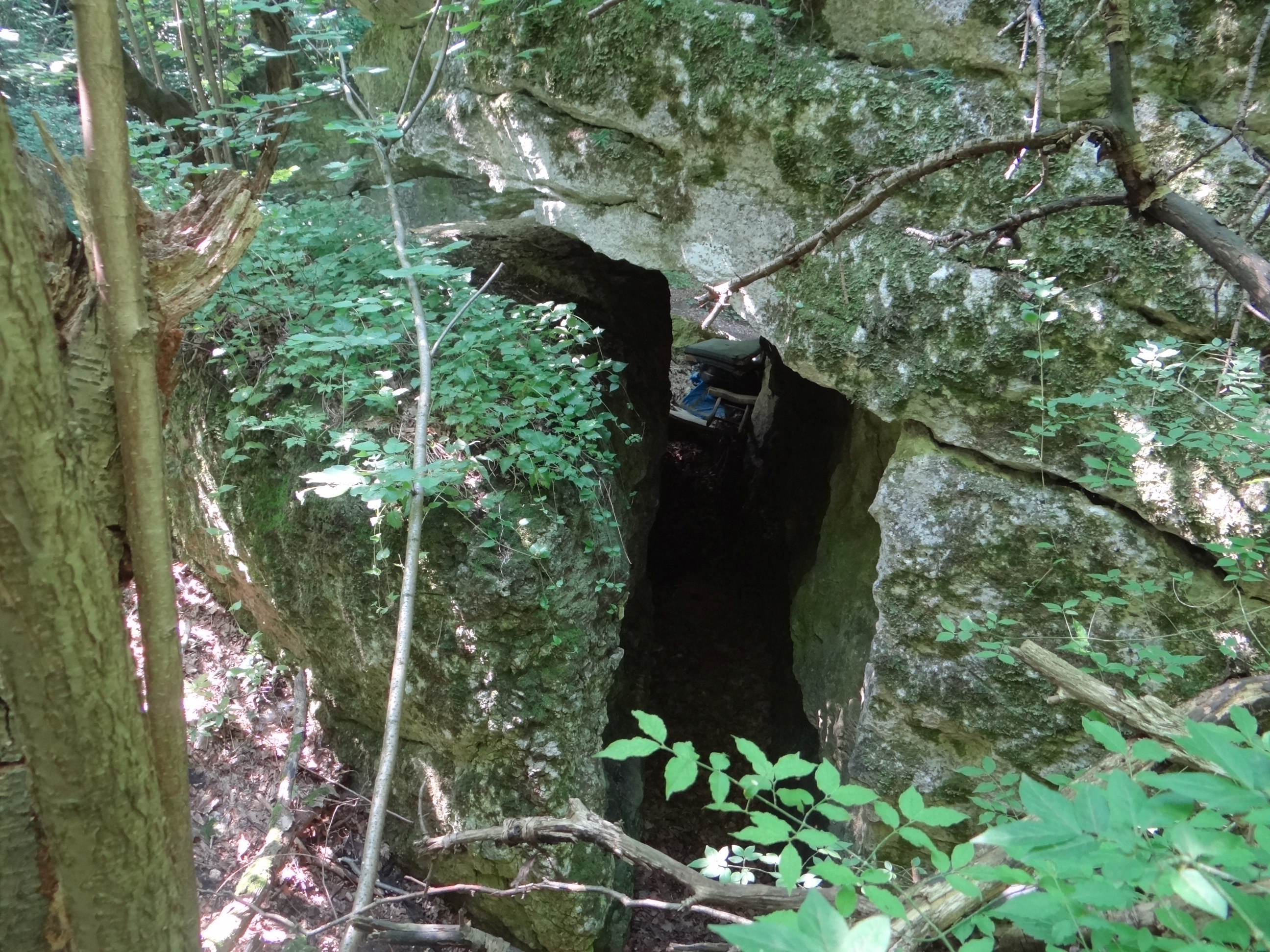